# ノースウエストアーカンソー地方空港
ノースウエストアーカンソー地方空港（英: Northwest Arkansas Regional Airport）は、アメリカ合衆国アーカンソー州ベントン郡ハイフィルにある空港。フェイエットビル、ベントンビル、ロジャーズ、スプリングデールにおける空の交通を担っている。フェイエットビルにあった"ドレイク飛行場"の老朽化に加え、発展が著しい同地域の需要に対応するため、1998年にオープンした。IATAコードがXNAであるため地元ではXNAと呼ばれている。
アメリカン航空が主要なキャリアであり、ダラス・フォートワース国際空港へは一日8本、シカゴ・オヘア国際空港へは一日7本、またラガーディア空港へは一日2本運行している。これはベントンビルに本社を置く世界的大企業であるウォルマートとの契約のためである。以前はロサンゼルス国際空港への直行便も就航していたが、需要の低迷により2009年4月で廃止されている。
発展が著しいアーカンソー北西部の需要に対応するため、2007年からチケットカウンター、コンコース、滑走路などの拡張工事が行われている。

## 就航路線
就航都市・路線は、以下のとおり。(2020年5月現在)
| 航空会社                                                | 就航地                                                           |
| ------------------------------------------------------- | ---------------------------------------------------------------- |
| アメリカン・イーグル 運航：エンヴォイ・エア             | シカゴ、ダラス、ワシントンD.C.(レーガン)[季節運航]               |
| アメリカン・イーグル 運航：コンパス航空                 | ロサンゼルス                                                     |
| アメリカン・イーグル 運航：PSA航空                      | シャーロット                                                     |
| アメリカン・イーグル 運航：リパブリック航空             | ニューヨーク(ラガーディア)、フィラデルフィア[季節運航]、マイアミ |
| アレジアント・エア                                      | オーランド、バルパライソ(フロリダ州)、ラスベガス、ロサンゼルス   |
| デルタ航空                                              | アトランタ、ミネアポリス[季節運航]                               |
| デルタ・コネクション 運航：エンデバーエア               | アトランタ                                                       |
| ユナイテッド・エクスプレス 運航：エクスプレス・ジェット | ヒューストン                                                     |
| ユナイテッド・エクスプレス 運航：ゴージェット航空       | シカゴ(オヘア)                                                   |
| ユナイテッド・エクスプレス 運航：スカイウェスト航空     | サンフランシスコ、デンバー、ニューヨーク(ニューアーク)           |
| フロンティア航空                                        | デンバー                                                         |